# Vestjylland
 Der er for få eller ingen kildehenvisninger i denne artikel, hvilket er et problem. Du kan hjælpe ved at angive troværdige kilder til de påstande, som fremføres i artiklen.

Vestjylland er det gængse navn for den vestlige del af Jylland, omtrent svarende til Thy, Mors, Salling og det gamle Ringkøbing Amt og Ribe Amt, samt eventuelt Fjends og de nordvestlige dele af det gamle Vejle Amt. Den nordligste del kaldes også Nordvestjylland, den sydlige Sydvestjylland, og den mellemste del er identisk med Hardsyssel. En stor del af Vestjylland falder sammen med det historiske Ribe Stift.
Det vestlige Sønderjylland (Vestslesvig) regnes som regel ikke med til Vestjylland.

## Udstrækning og historie
Der er ingen fast grænse for hvor langt Vestjylland strækker sig mod øst. Traditionelt regner man hele området ind til den jyske højderyg eller hovedvej 13 for Vestjylland. Her går et relativt skarpt skel mellem det flade Vestjylland med sandjord, heder og store afstande, og det bakkede Østjylland med skov, federe jorder og større befolkningstæthed. Geografien afspejler sig også kulturhistorisk i landbrugets driftsformer, ejendomsformerne (selvejende bønder i vest) og den vestjyske dialekt (med foranstillet artikel æ. Det vestjyske dialektområde omfatter dog også Sydøstjylland syd for Horsens Fjord.
Skellet mellem Vest- og Østjylland har traditionelt været skarpt i befolkningens bevidsthed. På grund af forskellene i dialekt og sindelag har mange, f.eks. folkemindesamleren Evald Tang Kristensen, regnet vest- og østjyder for to forskellige folkestammer.
Under Frederik 8.'s rejse i Vest- og Nordjylland i 1908 ankom kongetoget til Vejen østfra, og den lokale sognepræst, pastor Richter sagde blandt andet følgende:
Her ved Indgangsporten til Vestjylland byder vi vort Kongepar det første vestjydske Velkommen. Forholdene her i Vestjylland er meget forandrede i den sidste Menneskealder, ved den store Kulturspredning og store Folkeblanding, men trods alt dette har Vestjyden bevaret sit Særpræg: Udholdenhed og Trofasthed.
Først i de seneste årtier er navnet Midtjylland blevet almindelig brugt om de østlige egne af Vestjylland og nogle dele af Østjylland.
Sydjylland er en anden nyere betegnelse, som dækker over det sydlige Vestjylland samt den sydlige del af Østjylland.
Betegnelserne overlapper til dels hinanden, sådan at Thy og Mors hører til både Nordjylland og Vestjylland, Sydvestjylland er en del af både Vestjylland og Sydjylland. Et bælte i det midt-vestlige Jylland, som omtrent omfatter Karup, Herning, Ikast, Brande og Grindsted, indgår både fra gammel tid i Vestjylland og i det nyere begreb Midtjylland.

## Administrativ inddeling

### Amter og regioner
Det centrale Vestjylland hører i dag under Region Midtjylland, mens den nordligste del hører til Region Nordjylland og den sydligste til Region Syddanmark.
Fra 1970 til 2006 omfattede Vestjylland hele Ringkøbing Amt og Ribe Amt, den vestlige halvdel af Viborg Amt og et randområde af Vejle Amt.
Før 1970 svarede Vestjylland til Thisted Amt, Ringkøbing Amt og dele af Viborg Amt og Vejle Amt.

### Folketingskredse
Siden 2007 har de gamle amtskredse været afløst af nye storkredse ved valg til Folketinget. Den nye Vestjyllands Storkreds omfatter dog også et par kredse øst for den jyske højderyg.